# Румен Рашев
Румен Георгиев Рашев е български политик от СДС, бивш кмет на Велико Търново (1999 – 2011). Областен управител при правителството на Иван Костов. Член на масонското общество.

## Биография
Румен Рашев е роден на 26 март 1955 година в град Велико Търново, България. Завършва Медицинската академия в София, специализира „урология“. Работил е в Обединена районна болница „Д-р Ст. Черкезов“ като ординатор в урологично отделение (1981 – 1997).

### Политическа кариера
В периода от 1997 до 1998 година е заместник областен управител на Ловешка област. Тогава все още Велико Търново е бил част от Ловешка област. На 1 февруари 1999 година, Велико Търново става област и тогава Рашев става областен управител на новата област.

#### Кмет
През 1999 година става кмет на община Велико Търново. През 2003 година печели втори мандат, а от 2007 година е за трети път преизбран за кмет.

### Съдебни процеси
След 5 години разследване в края на 2010 година, заедно с Елена Абаджиева (бивш главен архитект на Община Велико Търново) са обвинени за злоупотреба с власт. Следствието разкрива нарушения, свързани с проект за изграждане на обект с тенискортове в квартал „Бузлуджа“, одобрен от Общинския съвет на Велико Търново. Облагодетелствана е строителна фирма, която вместо кортове, на същия парцел вдигна осеметажна жилищна сграда. Заедно с архитект Абаджиева нарушават три закона, с цел да облагодетелстват фирмата-изпълнител, се посочва в обвинителния акт на прокуратурата.
В началото на март 2012 година Великотърновският апелативен съд му постановява ефективна присъда от три години затвор. През май същата година делото е върнато за преразглеждане от Върховния касационен съд, който остро критикува апелативния съд за политически мотивирана предубеденост. През октомври 2013 година Пловдивският апелативен съд отново издава осъдителна присъда срещу Рашев, като наказанието е 2 години затвор условно.